# Orthocladius nympha
Orthocladius nympha är en tvåvingeart som först beskrevs av Jean-Jacques Kieffer 1911.  Orthocladius nympha ingår i släktet Orthocladius och familjen fjädermyggor.
Artens utbredningsområde är Tyskland. Inga underarter finns listade i Catalogue of Life.